# Algorytm kukułki
Algorytm kukułki (ang. cuckoo search, dosł. kukułcze poszukiwania) — metaheurystyczny, inspirowany naturą algorytm optymalizacyjny zaproponowany w 2009, którego twórcami są Xin-She Yang oraz Suash Deb. Został zainspirowany zachowaniami niektórych gatunków kukułek, które składają swoje jaja w gniazdach innych ptaków (por. powiedzenie "kukułcze jajo"). W algorytmie wykorzystane są loty Lévy'ego (ang. Lévy flights). Przykładowa implementacja algorytmu kukułki znajduje się w artykule jego twórców.

## Reguły
Reguły algorytmu kukułki:
1. W danej chwili czasu kukułka może złożyć jedno jajo w losowo wybranym gnieździe gospodarza.
2. W następnej iteracji algorytmu są uwzględnianie gniazda wysokiej jakości.
3. Gospodarz gniazda, do którego zostało podrzucone jajo, może zauważyć to obce jajo z prawdopodobieństwem {\displaystyle p\in [0,1]}.

## Oznaczenia
Funkcja {\displaystyle f\colon \mathbb {R} ^{c}\rightarrow \mathbb {R} } jest funkcją przystosowania. Gniazdo {\displaystyle g_{i,j}\in \mathbb {R} ^{c}} jest punktem w przestrzeni {\displaystyle c}-wymiarowej i jest potencjalnym rozwiązaniem problemu optymalizacyjnego. Indeksy {\displaystyle i} oraz {\displaystyle j} w symbolu {\displaystyle g_{i,j}} oznaczają {\displaystyle i}-te gniazdo w {\displaystyle j}-tej iteracji algorytmu kukułki. Symbol {\displaystyle t} będzie stosowany zamiennie z {\displaystyle j} dla oznaczenia upływu czasu.

## Algorytm
Poniżej przedstawiono przykładową wersję podstawowego algorytmu kukułki.
Algorytm rozpoczyna się w chwili {\displaystyle t=0} od wygenerowania początkowej populacji gniazd gospodarzy rozmiaru {\displaystyle \mu }:
{\displaystyle (g_{i,0})_{i=0}^{\mu -1}}
gdzie {\displaystyle g_{i,0}} jest {\displaystyle i}-tym gniazdem w tej populacji.
Następnie w pętli wykonywane są poniższe czynności:
1. Dokonywane jest podstawienie {\displaystyle t:=t+1}.
2. Wybierany jest losowo indeks {\displaystyle i} i wykonywany jest lot Lévy'ego z punktu {\displaystyle g_{i,t}} do nowego punktu w przestrzeni {\displaystyle g'\in \mathbb {R} ^{c}}.
3. Wybierany jest losowo indeks {\displaystyle j} i jeśli {\displaystyle f(g')>f(g_{j,t})} dokonywane jest podstawienie {\displaystyle g_{j,t}:=g'}.
4. Odrzucane jest {\displaystyle p\cdot \mu } gniazd o najniższej wartości funkcji przystosowania i zastępowane są one nowo wygenerowanymi w sposób losowy z użyciem lotów Lévy'ego.

Pętla kończy się, gdy zmienna {\displaystyle t} osiągnie wartość graniczną lub zostanie spełniony inny warunek zakończenia.

## Lot Lévy'ego

Dystrybucja Lévy'ego

Lot Lévy'ego jest błądzeniem losowym, którego krok jest losowany z dystrybucji Lévy'ego.